# Lizzie Breaks Into the Harem
Lizzie Breaks Into the Harem è un cortometraggio muto del 1915 scritto e diretto da  Al Christie.

## Produzione
Il film- un cortometraggio a una bobina - fu prodotto dalla Nestor Film Company.

## Distribuzione
Distribuito dall'Universal Film Manufacturing Company, il film uscì nelle sale cinematografiche USA il 9 luglio 1915.